# Drapeau de l'Union des républiques socialistes soviétiques
L'Union des républiques socialistes soviétiques (URSS) a connu plusieurs variantes d'un même drapeau de 1923 à 1991. Il s'agit d'un drapeau à symbolique communiste :
- le fond est de couleur rouge, couleur du parti communiste et ancien symbole révolutionnaire qui symbolise le sang des défenseurs de la révolution populaire ;
- dans le coin supérieur gauche, la faucille et le marteau représentent l'union des ouvriers et des paysans ;
- Ils sont surmontés d'une étoile rouge à contour doré, symbole de l'Armée rouge.

La bannière de la Victoire désigne le drapeau soviétique qui fut hissé sur le palais du Reichstag lors de la bataille de Berlin en 1945. Il comporte le nom de l’unité qui l’a placé sur le Reichstag : la 150e division de fusiliers, ordre de Koutouzov 2e classe, division d'Idritsa, 79e corps de fusiliers, 3e armée de choc, 1er front biélorusse.
Ce drapeau est le symbole de la victoire soviétique lors de la Grande guerre patriotique et demeure un emblème des forces armées de la fédération de Russie. La bannière de la Victoire est portée par une garde d'honneur, aux côtés de l’actuel drapeau russe, lors des parades du Jour de la Victoire (9 mai).
Le 17 juin 2023 à Saint-Pétersbourg, au cours d’une cérémonie en présence du Président Vladimir Poutine, un drapeau soviétique de 60 mètres sur 40 est hissé aux côtés du drapeau de Pierre le Grand (blanc-bleu-rouge) et du drapeau impérial héraldique (noir-jaune-blanc ou noir-or-blanc). Les trois drapeaux symbolisent l’unité nationale et la continuité historique de l’État russe.

## Drapeaux historiques

Premier drapeau de l'URSS utilisé entre décembre 1922 et le 12 novembre 1923.
Drapeau de l'URSS entre le 12 novembre 1923 et le 18 avril 1924.
Drapeau de l'URSS entre le 18 avril 1924 et le 5 décembre 1936.
Drapeau de l'URSS entre le 5 décembre 1936 et le 19 août 1955.
Drapeau de l'URSS entre le 19 août 1955 et sa dissolution le 26 décembre 1991.

La faucille et le marteau figuraient aussi au revers du drapeau jusqu'au 15 août 1980, date à laquelle un amendement au décret de 1955 précise que le revers doit être rouge uni.

## Pavillons

Pavillon naval et drapeau de la Marine soviétique.
Pavillon de beaupré de la Marine soviétique.

## Drapeaux militaires

Drapeau de l'Armée rouge.
Drapeau de l'Armée de l'air soviétique.
Drapeau de la Marine soviétique.
Drapeau du commandant en chef suprême des forces armées de l'Union soviétique.
La « bannière de la Victoire », toujours utilisée de nos jours lors des commémorations et parades militaires.